# Jens Wallays
Jens Wallays (Roeselare, 15 de septiembre de 1992) es un ciclista belga que fue profesional entre 2015 y 2017. Su hermano Jelle también es ciclista profesional.

## Palmarés
2014 (como amateur)
- La Côte Picarde
- Tour de la Mirabelle

## Equipos
- Topsport Vlaanderen-Baloise (2015-2017)